# Хоффенберг, Эстер
Эстер Хоффенберг (фр. Esther Hoffenberg; род. 27 августа 1950) — французский режиссёр-документалист и продюсер.

## Карьера
В 1980 году она была сорежиссёром и сопродюсером документального фильма «Как будто это было вчера» в сотрудничестве с Мириам Абрамович. Это был первый фильм, посвящённый праведникам народов мира и судьбе спасённых ими детей в Бельгии, включая Андре Гелен. Он получил премию «Красная лента» на кинофестивале в США, специальный приз бельгийской премии Femina и был показан в кинотеатрах Нью-Йорка, Брюсселя и Парижа.
В 2005 году, после успешной карьеры продюсера, она вернулась к режиссуре с очень личным фильмом «Две жизни Евы», в котором психическая хрупкость её матери Евы была связана с войной в Европе. Спродюсированный Яэль Фогель, Les Films du Poisson и Arte France, фильм получил ряд призов во Франции и Европе.
В 2007 году Эстер Хоффенберг поставила «Дискораму». Этот фильм посвящен культовой программе с одноимённым названием 1960-х и 1970-х годов, где ведущая Дениз Глейзер познакомила широкую публику с такими будущими звёздами, как Барбара, Серж Генсбур, Дик Эннгарн, Вероник Сансон и Мишель Польнарефф.
В 2009 году Эстер Хоффенберг сняла фильм «В стране ядерной энергетики». Этот проект является результатом тщательного расследования всех ядерных объектов, сосредоточенных во Франции. Благодаря этнографическому уклону фильм приближает зрителя к набору острых социальных проблем (всемогущество моноиндустрии, существенная роль ассоциаций, плохая осведомлённость среди населения). Фильм транслировался в сентябре 2009 года на канале France 2.
В том же году Эстер Хоффенберг сняла и продюсировала «Рассказы Сэма». Фильм пересматривает личные интервью, снятые как любительские, с её отцом, Сэмом Хоффенбергом, пережившим варшавское гетто и лагерь Понятова.
Эстер Хоффенберг в 2013 году сняла документальный фильм о писательнице Виолетт Ледюк, при поддержке компаний Les Films du Poisson и Arte-France.
Также ей принадлежит фильм «Бернадетт Лафон и Бог создали свободную женщину», посвящённый известной актрисе и вышедший в 2016 году.